# Badacsonytördemic
Badacsonytördemic è un comune dell'Ungheria di 872 abitanti (dati 2001). È situato nella contea di Veszprém.